# Sari (métro de Séoul)
Pour les articles homonymes, voir Sari.
Sari  (hangeul : 사리 ; hanja : 四里) est une station de passage de la ligne Suin–Bundang du métro de Séoul. Elle est située au 103 Chungjang-ro, dans l'arrondissement Maesong-myeon de la ville Ansan-si, sur le territoire de la province Gyeonggi-do, au sud-est de Séoul, en Corée du Sud.
Ouverte en 2020, la station est desservie par les rames omnibus qui circulent sur la ligne Suin–Bundang.

## Situation sur le réseau

Plan du réseau (2023)

Établie en surface, la station Sari est une station de passage de la ligne Suin–Bundang du métro de Séoul. : elle est située entre la station Yamok, en direction du terminus nord Cheongnyangni, et la station Hanyang University at Ansan en direction du terminus ouest Incheon.

## Histoire
La station Sari est mise en service le 12 septembre 2020, lors de l'ouverture de ligne Suin–Bundang.